# Federazione pallavolistica dell'Australia
Australian Volleyball Federation o AVF è l'organismo di governo della pallavolo in Australia.
Nato nel 1963, e aderente alla FIVB dal 1968, ha la responsabilità delle squadre nazionali maschile e femminile.
Organizza inoltre il campionato nazionale maschile e femminile
Ha sede a Canberra, la capitale federale del Paese.